# Prix Portugal Telecom de Literatura
Le Prêmio Portugal Telecom de Literatura ("Prêmio Oceanos") a été créé en 2003 par Portugal Telecom pour divulguer et promouvoir la littérature brésilienne, en sélectionnant le meilleur livre de l'année.
Initialement le nom du prix était Prêmio Portugal Telecom de Littérature Brésilienne, mais à partir de 2007 l'attribution du prix a été possible pour tous les auteurs de pays de langue portugaise.

## Liste des lauréats
| Année | Auteur                                                                                      | Pays                            | Títre                                                                               |
| ----- | ------------------------------------------------------------------------------------------- | ------------------------------- | ----------------------------------------------------------------------------------- |
| 2003  | 1.º Bernardo Carvalho 1.º Dalton Trevisan 2.º Sebastião Uchoa Leite 3.º Mário Chamie        | Brésil                          | Nove Noites Pico na veia A regra secreta Horizonte de esgrimas                      |
| 2004  | 1.º Paulo Henriques Britto 2.º Sérgio Sant'Anna 3.º Luiz Antonio de Assis Brasil            | Brésil                          | Macau O vôo da madrugada A margem imóvel do rio                                     |
| 2005  | 1.º Amílcar Bettega Barbosa 2.º Silviano Santiago 3.º Edgard Telles Ribeiro                 | Brésil                          | Os lados do círculo O falso mentiroso Histórias mirabolantes de amores clandestinos |
| 2006  | 1.º Milton Hatoum 2.º Alberto Martins 3.º Ricardo Lísias                                    | Brésil                          | Cinzas do norte História dos ossos Duas praças                                      |
| 2007  | 1.º Gonçalo M. Tavares 2.º Dalton Trevisan 3.º Teixeira Coelho                              | Angola/ Portugal Brésil         | Jerusalém Macho não ganha flor História natural da ditadura                         |
| 2008  | 1.º Cristóvão Tezza 2.º António Lobo Antunes 2.º Beatriz Bracher                            | Brésil Portugal Brésil          | O filho eterno Eu hei-de amar uma pedra Antonio                                     |
| 2009  | 1.º Nuno Ramos 2.º João Gilberto Noll 3.º Lourenço Mutarelli                                | Brésil                          | Ó Acenos e afagos A arte de produzir efeito sem causa                               |
| 2010  | 1.º Chico Buarque 2.º Rodrigo Lacerda 3.º Armando Freitas Filho                             | Brésil                          | Leite Derramado Outra Vida Lar                                                      |
| 2011  | 1.º Rubens Figueiredo 2.º Gonçalo M. Tavares 3.º Marina Colasanti                           | Brésil Angola/ Portugal Brésil  | Passageiro do Fim do Dia Uma Viagem à Índia Minha Guerra Alheia                     |
| 2012  | 1.º Valter Hugo Mãe 2.º Dalton Trevisan 3.º Nuno Ramos                                      | Portugal Brésil                 | A Máquina de Fazer Espanhóis O Anão e a Ninfeta Junco                               |
| 2013  | 1.° José Luiz Passos 2.° Eucanaã Ferraz 3.° Cintia Moscovitch                               | Brésil                          | O Sonâmbulo Amador Sentimental Essa Coisa brilhante que é a chuva                   |
| 2014  | 1°Sérgio Rodrigues 2° Everardo Norões 3°Gastão Cruz                                         | Brésil Portugal                 | O Drible 'Entre moscas Observação de verão seguido de fogo                          |
| 2015  | 1.º Silviano Santiago 2.º Elvira Vigna 3.º Alberto Mussa e Glauco Mattoso                   | Brésil                          | Mil Rosas Roubadas Por Escrito A Primeira História do Mundo e Saccola de Feira      |
| 2016  | 1.º José Luís Peixoto 2.º Julián Fuks 3.º Ana Martins Marques 4.º Arthur Dapieve            | Portugal Brésil                 | Galveias A Resistência O livro das semelhanças Maracanazo e outras histórias        |
| 2017  | 1.º Ana Teresa Pereira 2.º Silviano Santiago 3.º Helder Moura Pereira 4.º Bernardo Carvalho | Portugal Brésil Portugal Brésil | Karen Machado Golpe de Teatro Simpatia pelo Demônio                                 |
| 2018  | 1.º Marília Garcia 2.º Bruno Vieira do Amaral 3.º Luís Quintais 4.º Luis Carlos Patraquim   | Brésil Portugal Mozambique      | Câmera Lenta Hoje Estarás Comigo No Paraíso A Noite Imóvel O Deus Restante          |